# Haraze Mangueigne
 Haraze Mangueigne è un comune del Ciad situato nel dipartimento di Haraze Mangueigne, provincia del Salamat.